# Pastiches de las aventuras de Sherlock Holmes

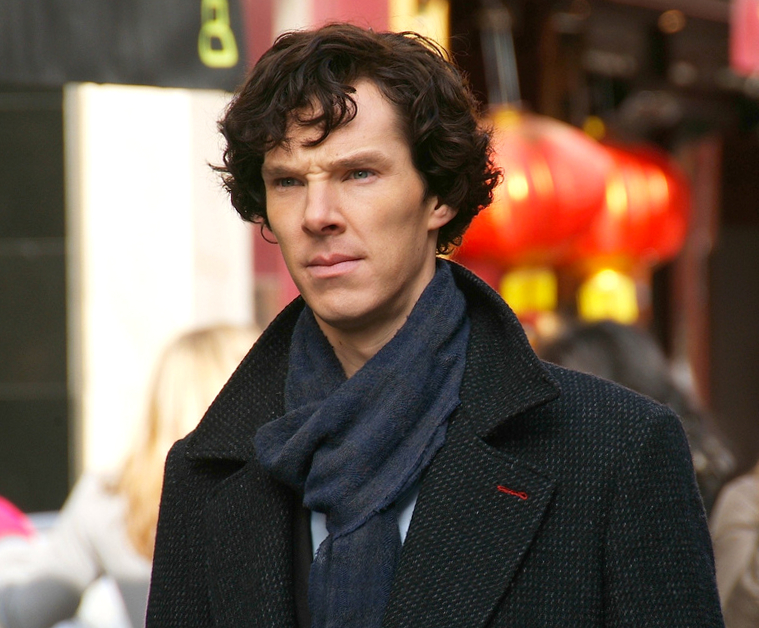
Benedict Cumberbatch cumple el rol principal en Sherlock, una serie policial contemporánea de televisión, inspirada en las novelas originales de Arthur Conan Doyle.

Los pastiches de aventuras de Sherlock Holmes son obras inspiradas en las producidas por Conan Doyle, y que expresamente hacen uso de ese personaje-detective.
Los primeros pastiches son contemporáneos de los escritos por el creador del personaje (véase que Doyle falleció en 1930). De todas maneras, y a la inversa del escritor de literatura fantástica Howard P. Lovecraft y del Círculo de culto lovecraftiano, Arthur Conan Doyle no promovió en vida una «escuela holmesiana» por ejemplo reagrupando allí a sus alumnos, a sus hijos espirituales, y a sus fans.

## Pastiches y avatares literarios en la literatura policial mundial

### Pastiches
Uno de los primeros pastiches de este género en lengua francesa (cfr infra concerniente la novela de Maurice Leblanc de 1906) debe ser atribuida a Hector Fleischmann, que en 1910 escribió Le rival de Sherlock Holmes (en español, El rival de Sherlock Holmes).

### Avatares literarios
- El hijo de Arthur Conan Doyle, Adrian Conan Doyle, escribió junto a John Dickson Carr una colección de 12 relatos, conocida como Las hazañas de Sherlock Holmes .
- El primer avatar policial vinculado con el personaje Holmes en lengua francesa, corresponde a la pluma de Maurice Leblanc quien, el 15 de junio de 1906, publicó en Je sais tout, una novela corta titulada « Sherlock Holmes arrive trop tard » (retitulada ulteriormente « Herlock Sholmès arrive trop tard » en la recopilación de escritos llamada Arsenio Lupin, caballero ladrón). En el escrito aludido, se mezcla el personaje del célebre e hidalgo atracador, con el del también célebre detective privado junto a su inseparable asistente Watson, quienes también vivirán aventuras juntos en los episodios del mismo autor titulados La Dame blonde y La Lampe juive (recopilación Arsenio Lupin contra Herlock Sholmès).

Los personajes de Sherlock Holmes y del doctor Watson, rebautizados « Herlock Sholmès » (con un acento grave en el apellido) y « Wilson », tendrán un perfil algo diferente al ortodoxo bajo la pluma de Maurice Leblanc, quien también modificó la conocida dirección del detective británico, 221 Baker Street, por la de « Parker street, 219 ». La intención de Maurice Leblanc de imitar el perfil y el modo de actuar de los personajes de Conan Doyle pero en estilo parodia, o sea produciendo una especie de pastiche de tono satírico, se pone de manifiesto en varios pasajes de sus escritos, por ejemplo en la propia descripción que hace de « Herlock Sholmès », la que se indica a continuación.

Et puis c'est Herlock Sholmès, c'est-à-dire une sorte de phénomène d'intuition, d'observation, de clairvoyance et d'ingéniosité. On croirait que la nature s'esta musée à prendre les deux types de policier les plus extraordinaires que l'imagination ait produits, le Auguste Dupin d'Edgar Poe et le Lecocq de Gaboriau, pour en construire un à sa manière, plus extraordinaire encore et plus irréel. Et l'on se demande vraiment, quand on entend le récit de ces exploits qui l'ont rendu célèbre dans l'univers entier, on se demande si lui-même, ce Herlock Sholmès, n'est pas un personnage légendaire, un héros sorti vivant du cerveau d'un grand romancier, d'un Conan Doyle, par exemple.
Traducción al español:
Y luego es Herlock Sholmès, una especie de fenómeno de intuición, de observación, de clarividencia, de ingeniosidad. Se creería que la naturaleza se di-virtió juntando en uno los dos personajes más extraordinarios que la imaginación haya producido, Auguste Dupin creado por Edgar Poe, y Monsieur Lecocq de Émile Gaboriau, para así construir algo excepcional, algo más extraordinario y más irreal. Y es válido preguntarse verdaderamente, si estas explosiones de hazañas que hicieron célebre a Herlock Sholmès en el universo entero, no se asimilan a las de un personaje legendario, a las de un héroe siempre victorioso surgido vivo de la mente de algún gran novelista, de un Conan Doyle por ejemplo.

La aptitud y la inclinación de Maurice Leblanc por el pastiche se manifestarán ulteriormente, en 1927, con el homenaje del novelista al personaje del chevalier Dupin, y a su mentor Edgar Allan Poe, al escribir la novela corta L'Homme à la peau de bique, la que será a la vez un pastiche de doble asesinato en la calle Morgue, y un ejercicio de estilo sobre las capacidades de un detective de sillón, como el personaje de... Mycroft Holmes, hermano de Sherlock, quien surgía como el ejemplo más representativo y promisorio en los comienzos del emocionante siglo XX.
- Por su parte, la serie de Harry Dickson del escritor belga Jean Ray figura sin duda junto a los avatares literarios más célebres y populares de Sherlock Holmes… al punto de haber generado una verdadera Dicksoniana (sic). Harry Dickson, versión brillante de un personaje que eclipsó totalmente al tierno héroe alemán de origen, verdaderamente se convirtió en un brillante Sherlock Holmes en la literatura de expresión francesa. Y Gérard Dôle es sin duda el más prolífico autor del género.

- Gran admirador de Doyle -con quien mantuvo correspondencia durante su juventud -, el escritor americano August Derleth creó el personaje de Solar Pons, que es el anglosajón que nos aporta reminiscencias de Dickson, de quien es por otra parte bastante contemporáneo a nivel de la creación.

## Literatura fantástica y de ciencia ficción
Aparte de la novela policial, dos corrientes literarias contemporáneas se han regularmente «inspirado» en el personaje de Sherlock Holmes: la corriente Fantasía de las farolas (Gaslight Fantasy en inglés) para la literatura fantástica con ambiente victoriano, y la corriente Steampunk en ciencia ficción.

## Lista de algunos pastiches
Este artículo se refiere y engloba a las aventuras que en distintos niveles se inspiran en el universo y los personajes presentes en las aventuras de Sherlock Holmes, tal como las mismas fueron concebidas y escritas por Sir Arthur Conan Doyle.
- Novísimas aventuras de Sherlock Holmes (1939), de Enrique Jardiel Poncela
- Sherlock Holmes contre Jack l'éventreur (1967), de Ellery Queen
- La Solution à sept pour cent (1974), donde Holmes se encuentra con Sigmund Freud, de Nicholas Meyer
- L'Horreur du West End (The West End Horror), (1976), donde Holmes se encuentra con Oscar Wilde y Bram Stoker, de Nicholas Meyer
- Sherlock Holmes en échecs (The Chess Mysteries of Sherlock Holmes), (1979), de Raymond Smullyan
- L'Affaire Holmes-Dracula (The Holmes-Dracula file), (1978) y Dracula et les spirites (Seance for a vampire), (1994), de Fred Saberhagen, novela de horror y de narrativa sobrenatural.
- Marx et Sherlock Holmes (1981), de Alexis Lecaye
- Einstein et Sherlock Holmes (1989), de Alexis Lecaye
- Sherlock Holmes et le Fantôme de l'Opéra (The Canary Trainer), (1993), de Nicholas Meyer
- L'Instinct de l'équarisseur (2002), de Thomas Day
- Le Mandala de Sherlock Holmes (The Mandala of Sherlock Holmes), (2003), de Jamyang Norbu
- Le Testament de Sherlock Holmes (2005), de Bob García
- Le Secrétaire italien (2006), de Caleb Carr
- The Bee-keeper's Tale: Mr Holmes' Curious Odyssey, (2013), de Brian D. McCredie
- Les Dossiers secrets de Sherlock Holmes (The Secret Files of Sherlock Holmes), (1990), de June Thomson
- The Secret Chronicles of Sherlock Holmes, (1992), de June Thomson
- Flowers for the Dead (1992), de June Thomson
- The Secret Journals of Sherlock Holmes, (1993), de June Thomson
- Holmes and Watson: A Study in Friendship (1995), de June Thomson
- The Secret Documents of Sherlock Holmes (1999), de June Thomson
- Les Carnets secrets de Sherlock Holmes (The Secret Notebooks of Sherlock Holmes), (2004), de June Thomson
- Le Docteur résout l'énigme (The Doctor's Case), (1987), de Stephen King
- Élémentaire, mon cher Holmes, de Albert Davidson (seudónimo de René Reouven) : investigación sobre un manuscrito maldito
- L’Étrange affaire du chat de madame Hudson, donde el físico Colin Bruce le hace redescubrir, a fuerza de deducción, toda la física moderna. Traducido al francés por Alain Bouquet, y del que se tiene un capítulo en línea
- Élémentaire, mon cher Watson, de Colin Bruce, donde es la matemática, a través de la lógica y las probabilidades, las que intervienen en doce investigaciones
- Sherlock Holmes et l'apicultrice o Les aventures de Mary Russell et Sherlock Holmes, una serie de novelas en tres tomos, escritas por Laurie King, y donde Sherlock Holmes se encuentra con Mary Russell y se hace su aprendiz : Sacrifier une reine, Le Cercle des héritières, Une lettre de Marie-Madeleine
- La Vie privée de Sherlock Holmes, de Michael y Mollie Hardwick
- Histoires secrètes de Sherlock Holmes, de René Reouven, pastiches eruditos donde Sherlock Holmes interactúa con los héroes Georges Courteline y doctor Moreau (personajes de H. G. Wells), así como con Joseph Conrad.
- Le Rat géant de Sumatra, de Richard Boyer
- Les Vacances de Sherlock Holmes, de Martine Ruzé-Moëns
- L'Ultime Défi de Sherlock Holmes, donde Holmes se enfrenta con Jack el Destripador, de Michael Dibdin
- Le Crime étrange de Mr Hyde y Les Hommes de cire, de Jean-Pierre Naugrette
- Sherlock holmes et les fantômes, Sherlock Holmes revient, y la série Sherlock Holmes et les espions du Kaiser, de Yves Varende
- Sherlock Holmes revient, de André-Paul Duchâteau
- Le Secret de la pyramide : Sherlock Holmes adolescent, de Alan Arnold
- Élémentaire, ma chère Sarah : Sherlock Holmes au Brésil, de Jô Soares
- Sherlock Holmes Memorial, de Jacques Baudou y Paul Gayot
- Bonne Nuit Mr Holmes, Sherlock Holmes et sa muse, Holmes contre l'irrésisitible Irène, y La Dernière Valse d'Irène, de Carole Nelson Douglas, serie donde la heroína es Irène Adler
- Sherlock Holmes en orbite, antología de Mike Resnick y Martin H Greenberg
- Sherlock Holmes en la colección « Bibliothèque verte », Hachette Jeunesse, por Allen Sharp
- Les Nombreuses Vies de Sherlock Holmes, colectivo que propone estudios sobre el personaje, así como novelas cortas del género
- La Liste des sept y Les 6 messies, dos novelas fantásticas de Mark Frost, donde el personaje principal es Conan Doyle, acompañando otro personaje que es quien le habría inspirado Sherlock Holmes
- "Recepción en Baker Street” (2000), de Juan José Saer; cuento que retoma personajes de otros textos de Saer en un ejercicio de intertextualidad muy interesante
- Les Abeilles de monsieur Holmes, de Mitch Cullin, la jubilación de Sherlock Holmes
- Sherlock Holmes et le mystère du Haut-Koenigsbourg (2009), de Jacques Fortier, que confronta Holmes y el emperador Guillermo II en 1909, en Alsacia
- Sherlock Holmes et associés (2008), de Tracy Mack y Michael Citrin, donde una banda de irregulares, de muchachos de la calle, aporta ayuda al gran detective, su "Maestro".
- La jeunesse de Sherlock Holmes (2008), de Shane Peacock
- Les aventures alsaciennes de Sherlock Holmes (2011), de Christine Muller : Ocho novelas donde intervienen Holmes y Watson en Alsacia, en 1898.
- La casa de la seda de Anthony Horowitz (2011).
- Le Mystère Sherlock (2012), de J.M. Erre.
- Sherlock Holmes. El hombre que no existía (2014) y Sherlock Holmes. Donde nadie ha llegado (2015), de Lem Ryan, seudónimo de Francisco Javier Miguel Gómez, serie de obras en las que Sherlock Holmes une fuerzas con otros personajes de la literatura popular.
- Sherlock Holmes y los zombis de Camford (2010), de Alberto López Aroca. Historia de género z que narra la última aventura de Holmes antes de su retiro.
- Charlie Marlow y la rata gigante de Sumatra (2012), de Alberto López Aroca. Obra que versa sobre uno de los casos canónicos no narrados por el Doctor Watson.
- Sherlock Holmes y la Sabiduría de los Muertos (1996), de Rodolfo Martínez. Novela que mezcla los mundos de Sherlock Holmes y H. P. Lovecraft.
- Escándalo en Mallorca (2024), de Bernardo José Mora. Novela ambientada en la isla e inspirada en hechos reales acaecidos en 1899.